# ССВ-33 «Урал»
ССВ-33 «Урал» (по классификации NATO — Kapusta) — советский большой атомный разведывательный корабль, единственный корабль проекта 1941 «Титан».

## История создания
Во время холодной войны, в эпоху противостояния двух мировых центров — СССР и США, противоборствующие стороны искали возможности получить доступ к разнообразной стратегической информации о «вероятном противнике», скрывая в то же время секреты собственные.
Одним из таких секретов был ракетный полигон в южной части Тихого океана, который США использовали для пусков своих баллистических ракет.
Советский Союз не мог в достаточном объёме отслеживать испытания американских ракет на конечной части траектории: военных баз в регионе у СССР не было. Корабли КИК МО СССР и гражданские суда, нёсшие на себе специальные контрольно-измерительные комплексы (например, «Академик Сергей Королёв», «Космонавт Юрий Гагарин» или «Космонавт Владимир Комаров»), не имели активных радиолокаторов и предназначались для работы по ответчикам отечественных космических объектов.
Таким образом, возникла необходимость в специальном боевом корабле, который был бы способен собирать весь объём доступной информации о любом субкосмическом объекте на любой части его траектории в любом районе земного шара.
Заложили БАРЗК «Урал» в июне 1981 года (заводской № С-810), спустили на воду в 1983 году, а 6 января 1989 года на корабле подняли Военно-морской флаг СССР.
В российском и советском флотах уже существовали корабли с подобным именем: в Цусимском сражении участвовал вспомогательный крейсер «Урал», во время Великой Отечественной войны на Балтике воевал минный заградитель «Урал».
Большой атомный разведывательный корабль «Урал» получил бортовой номер ССВ-33. Аббревиатура ССВ служила легендой прикрытия и расшифровывается как «судно связи» — так в ВМФ СССР открыто классифицировали разведывательные корабли.

## Устройство корабля
Кроме ядерной силовой установки, энергию кораблю давали два котла КВГ-2, работающих на мазуте — в носовом и кормовом машинных отделениях. Резервная энергетическая установка предназначалась для использования в местах базирования и якорных стоянок, не имеющих средств энергообеспечения.
Будучи боевым кораблём, БАРЗК «Урал» нёс вооружение — по одной 76-мм артиллерийской установке АК-176М в носу и в корме, четыре шестиствольные 30-мм артустановки АК-630 и четыре двуствольные 12,7-мм пулемётные установки «Утёс-М». На корабле были установлены и средства ППДО — 4 установки комплекса «Дождь» для стрельбы специальными глубинными бомбами против подводных диверсантов. Кроме того, корабль имел ангар, в котором размещался вертолёт Ка-27.
В массивной трёхъярусной надстройке и в просторных мачтах располагались многочисленные боевые посты-лаборатории.
Всего экипаж корабля состоял из 890 человек, из них не менее 400 — офицеры и мичманы. Экипаж разведывательного корабля подразделялся на 6 специальных служб.
Основой радиоэлектронного оснащения корабля являлся разведывательный комплекс «Коралл», в том числе включающий в себя две ЭВМ типа «Эльбрус» и несколько ЭВМ «ЕС-1046».
Изготовитель передающего комплекса, СВЧ-трактов и другой радиоэлектронной аппаратуры РЛС «Атолл» — ПО Днепровский машиностроительный завод.

## Боевая служба
В 1989 году, после вступления в строй, БАРЗК «Урал» совершил 59-дневный переход к постоянному месту несения своей службы — на Тихий океан.
В этом походе БАРЗК «Урал» сопровождала атомная подводная лодка. По пути БАРЗК «Урал» совершил заход в порт Камрань.
На Тихом океане БАРЗК «Урал» базировался в бухте Абрек, недалеко от посёлка Тихоокеанский (он же Фокино, среди моряков известный как «Тихас» и имеющий почтовый адрес «Шкотово-17».
Для БАРЗК «Урал», как и для других больших кораблей Тихоокеанского флота: ТАВКР «Минск» и ТАВКР «Новороссийск», не было причальной стенки достаточного размера, и поэтому большую часть времени БАРЗК «Урал» находился на якорной бочке в заливе Стрело́к.
БАРЗК «Урал» стал флагманом 38-й бригады разведывательных кораблей Разведки Тихоокеанского флота. Кроме него, в бригаду также входили БРЗК ССВ-80 «Прибалтика», СРЗК ССВ-208 «Курилы», СРЗК ССВ-391 «Камчатка», БРЗК ССВ-464 «Забайкалье», БРЗК ССВ-465 «Приморье», СРЗК ССВ-468 «Гавриил Сарычев», БРЗК ССВ-493 «Азия», СРЗК ССВ-535 «Карелия».
Из-за многочисленных поломок и аварий БАРЗК «Урал» так и не попал к месту ракетного полигона США — к атоллу Кваджалейн, но и с точки своего постоянного базирования БАРЗК «Урал» успешно контролировал северную часть Тихого океана, перехватывая радиообмен в сетях ВМС, ВВС и ПЛО США и Японии.

## Аварийность
Ещё на стадии испытаний выявились проблемы в эксплуатации корабля: некорректно работали компьютерный комплекс, некоторые комплексы сбора информации. Это были новейшие разработки, опыт использования которых ещё не был накоплен.
В то же время на стадии строительства на Балтийском заводе на корабле не произошло ни одного аварийного случая по вине экипажа. Единственный случай небольшого возгорания на ГКП, быстро ликвидированного силами экипажа, произошёл по вине заводской сварщицы, производившей сварочные работы без надлежащего обеспечения. Первый экипаж прошёл серьёзную и длительную подготовку к эксплуатации такого сложного корабля.
Проблемы начались после того, как в соответствии с решением Верховного Совета СССР от 1989 года об освобождении от воинской службы студентов практически все высокоподготовленные младшие специалисты срочной службы были уволены в запас.
Вскоре после перехода на Тихоокеанского флота, летом 1990 года на БАРЗК «Урал» случился пожар, в котором был выведен из строя один из вспомогательных котлов: в результате пожара в кормовом машинном отделении выгорели электрические кабели. Больше года энергией корабль обеспечивал только один котёл, но осенью 1991 года сгорел и он. После этого несколько месяцев всю энергию кораблю давали аварийные дизель-генераторы. Денег на ремонт в распадающейся стране не было.

## Утилизация

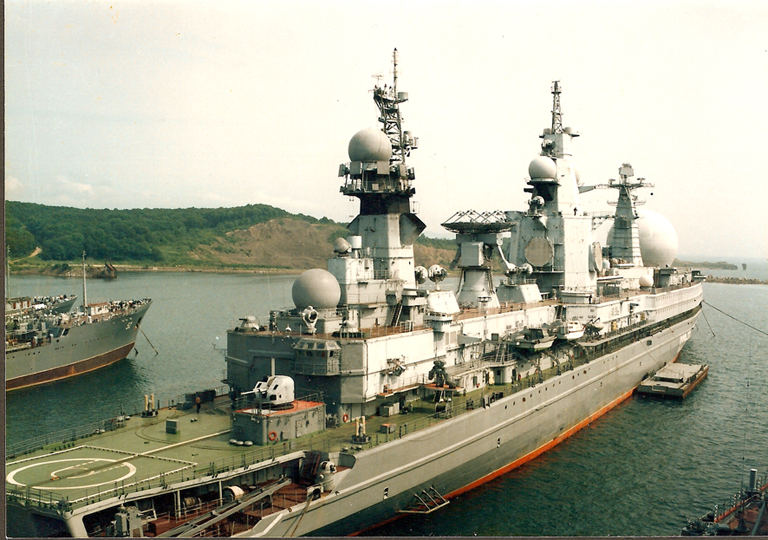
ССВ-33 «Урал» незадолго до консервации.

В 2001 году совершивший всего лишь один боевой поход БАРЗК «Урал» окончательно списали и поставили на прикол к отдалённому пирсу рядом с тяжёлым атомным ракетным крейсером «Адмирал Лазарев» (бывший «Фрунзе»).
В апреле 2008 года был проведён тендер на утилизацию корабля и его ядерной энергоустановки.
В июне 2012 года генеральный директор ФГУП «Росатомфлот» госкорпорации «Росатом» Вячеслав Рукша заявил о намерениях использовать оборудование и силовую установку БАРЗК «Урал» для ремонта действующих атомных ледоколов.
В сентябре 2014 года был объявлен повторный тендер на утилизацию БАРЗК «Урал», который так и не был завершён. В феврале 2016 года тендер на утилизацию был объявлен вновь, его стоимость составляет 1 миллиард рублей. Сложность утилизации вызвана массогабаритными характеристики корабля, которые превышают возможности российских верфей.
21 августа 2016 года, примерно в 7:30 утра, ССВ-33 или «Урал» ушёл в последний путь из бухты Абрек на завод «Звезда».
В 2017 году корабль был перемещён на 30-й судоремонтный завод для окончательной утилизации в плавучем доке ПД-41.
ССВ-33 «Урал» утилизирован в плавучем доке ПД-41 совместно с атомной подводной лодкой К-263 «Барнаул» в 2018—2019 годах.

## Командиры корабля

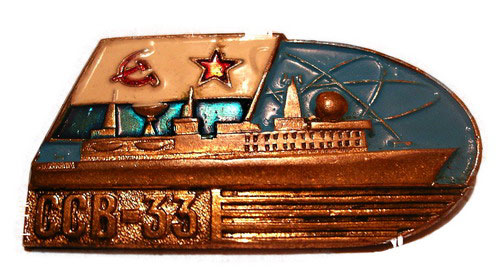
Нагрудный знак ССВ-33 «Урал».

- Капитан 1 ранга Кешков (1983—1991)
- Капитан 2 ранга Яриш (1991—1992)
- Капитан 1 ранга Туган-Барановский (1992—1995)
- Капитан 1 ранга Максимчук (1995—1997)
- Капитан 1 ранга Стуканев (1997—2000)
- Капитан 1 ранга Гранин (2000—2002)
- Капитан 1 ранга Бакунец (2002—2011)